# الهبن (إب)
الهبن هي إحدى قرى الجمهورية اليمنية. تتبع جغرافيا لمحافظة إب وإداريًا لمديرية مذيخرة. يبلغ تعداد سكانها 4480 نسمة حسب الإحصاء الذي جرى عام 2004.